# Jamir
Jamir Adriano Paz Gomes, mais conhecido como Jamir (Uruguaiana, 13 de maio de 1972) é um ex-futebolista brasileiro que atuava como volante.

## Títulos
Grêmio
- Campeonato Gaúcho: 1993
- Copa do Brasil: 1994

Botafogo
- Campeonato Brasileiro: 1995
- Taça Cidade Maravilhosa: 1996
- Copa Internacional de Futebol Legends: 2019

Flamengo
- Copa dos Campeões Mundiais: 1997
- Torneio Quadrangular de Brasília:  1997

### Campanhas de destaque
Flamengo
- Vice-Campeão da Copa do Brasil: 1997
- Vice-Campeão do Torneio Rio-São Paulo: 1997